# Mimomiza
Mimomiza es un género de polillas perteneciente a la familia Geometridae. El género fue descrito por William Warren en 1906 con distribución en India.